# Święta w Bułgarii
Święta w Bułgarii są uregulowane według Kodeksu pracy w Bułgarii.
| Data                                    | Polska nazwa                                                      | Bułgarska nazwa                                                  | Uwagi                                           |
| --------------------------------------- | ----------------------------------------------------------------- | ---------------------------------------------------------------- | ----------------------------------------------- |
| 1 stycznia                              | Nowy Rok                                                          | Нова година                                                      |                                                 |
| 3 marca                                 | Dzień Wyzwolenia Bułgarii od panowania tureckiego                 | Ден на Освобождението на България от османска власт              |                                                 |
| piątek (marzec – maj)                   | Wielki Piątek                                                     | Разпети петък                                                    | Dni określa się według kalendarza prawosławnego |
| sobota (marzec – maj)                   | Wielka Sobota                                                     | Страстна събота                                                  | Dni określa się według kalendarza prawosławnego |
| niedziela i poniedziałek (marzec – maj) | Wielkanoc                                                         | Великден                                                         | Dni określa się według kalendarza prawosławnego |
| 1 maja                                  | Święto Pracy                                                      | Ден на труда и на международната работническа солидарност        |                                                 |
| 6 maja                                  | Georgjowden (dawniej Święto Jaryły) (Dzień Armii Bułgarskiej)     | Гергьовден (Ден на храбростта и Българската армия)               |                                                 |
| 24 maja                                 | Dzień Edukacji i Kultury Bułgarskiej oraz Literatury Słowiańskiej | Ден на българската просвета и култура и на славянската писменост |                                                 |
| 6 września                              | Zjednoczenie Bułgarii                                             | Съединението на България                                         |                                                 |
| 22 września                             | Dzień Niepodległości Bułgarii                                     | Ден на Независимостта на България                                |                                                 |
| 1 listopada                             | Dzień Narodowych Budzicieli                                       | Ден на народните будители                                        |                                                 |
| 24 grudnia                              | Wigilia Bożego Narodzenia                                         | Бъдни вечер                                                      |                                                 |
| 25 grudnia – 26 grudnia                 | Boże Narodzenie                                                   | Рождество Христовo (Коледа)                                      |                                                 |